# Десенський провулок
Десенський провулок — провулок у Деснянському районі міста Києва, котеджне селище Деснянське. Пролягає між вулицями Миколи Плахотнюка та Лейбніца.

## Історія
Сформувався на початку 2010-х років як один з провулків котеджного селища Деснянське, мав проектну назву Нова вулиця, з квітня 2011 року — Деснянський провулок. Сучасна уточнена назва — з листопада 2012 року.